# 桑泰爾諾河

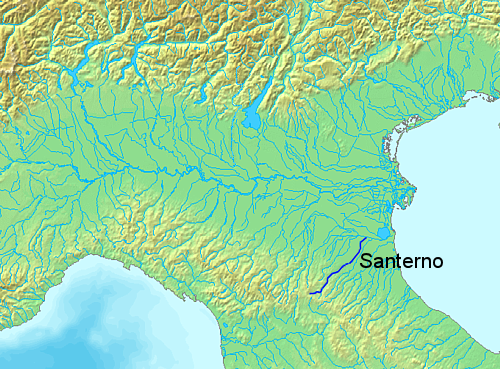

桑泰爾諾河是意大利的河流，位於該國北部，屬於雷諾河的支流，河道全長103公里，流域面積約700平方公里，平均流量每秒16立方米，發源自菲倫佐拉。
44°34′N 11°58′E / 44.567°N 11.967°E